# رمینا
رمینا (ژاپنی: 地獄星レミナ هپبورن: Jigokusei Remina, ت.ت. «رمینای جهنمی») مجموعه مانگایی ژاپنی است که توسط جونجی ایتو نوشته و مصورسازی شده است. این مجموعه از سپتامبر ۲۰۰۴ تا ژوئیه ۲۰۰۵ در بیگ کامیک اسپیریت زوکان کژول به چاپ می‌رسید، و توسط شوگاکوکان در یک جلد تانکوبون منتشر شد.

## داستان
پس از کشف یک سیاره بی‌ستاره مرموز که در مسیری به سمت سامانهٔ خورشیدی است، رمینا اوگورو، دختر دانشمندی که آن را کشف کرد، پس از اینکه پدرش تصمیم گرفت نام سیاره را به نام او نامگذاری کند، خود را سوژهٔ شهرت و تحسین می‌یابد. با این حال، از آنجایی که مشخص می‌شود که سیارهٔ رمینا در مسیر برخورد با زمین است، و همچنین به نظر می‌رسد که هر چیزی را در مسیر خود از بین خواهد برد، این ستایش و تحسین به ترس و سپس به جنون آدمکشی تبدیل می‌شود. در نهایت، سیارهٔ رمینا به زمین نزدیک شده و حقیقت آشکار می‌شود؛ رمینا در عوض یک سیاره بی‌جان، موجود زنده‌ای به اندازه یک سیاره است که قصد دارد بشریت را قبل از مصرف کل زمین عذاب دهد. رمینا که در هر لحظه به مرگ نزدیکتر می‌شد و تنها با یک مرد بی‌خانمان مرموز به عنوان متحدش همراه بود، باید از دست باقی‌مانده بشریت فرار کند و برای بقای خود بجنگد. رمینا پس از فرار از تصلیب شدن توسط گروهی از اوباش به رهبری فرقه‌ای بدخواه که پدرش را کشته بودند، و معتقدند قربانی کردن رمینا به فاجعه‌ای که توسط سیارهٔ همنامش در حال وقوع است، پایان خواهد داد.